# Annie Gay
Annie Gay (1945-) est une historienne, auteure, metteuse en scène, et occasionnellement vidéaste, française.

## Biographie
Annie Gay nait le 27 juin 1945, à Latrecey, en Haute-Marne. 
Elle est titulaire d'un doctorat d'histoire obtenu à l'université de Franche-Comté, où elle enseigne brièvement. Elle enseigne aussi plusieurs années, à différentes périodes, au lycée Charles-Nodier de Dole, comme en 1989, mais aussi en 2003.
Elle est auteure de plusieurs ouvrages et pièces de théâtre, souvent liées à l'histoire de Dole, de Lons-le-Saunier et du Jura,.
Son spectacle Le Rocher des Dames, qu'elle a co-réalisé avec Chantal Mairet, représenté à l'été 2013, connait un tel succès,qu'il a droit à plusieurs nouvelles représentations, en juillet 2014,,.
Le 21 et 22 mars 2015, Annie Gay présente son ouvrage, Colette de Corbie, une nomade de dieu, au Salon du livre de Paris, en compagnie de l'auteur Alain Chestier.
Après avoir, en 2014, réalisé la pièce de théâtre Il était une fois Rouget de Lisle, consacrée à Claude Joseph Rouget de Lisle, auteur de La Marseillaise, en 2017, elle publie l'ouvrage Il était une fois la Marseillaise, Grandeur et misère de Rouget de Lisle aux Éditions Cabédita. Le 20 octobre 2017, à l'antenne de France Bleu Besançon, Annie Gay explique qu'il s'agissait à l'origine d'une vielle demande de son éditeur, mais que c'est à la suite des attentats de Charlie Hebdo et du Bataclan, ainsi que du retour de l'hymne national français sur le devant de la scène politique, qu'elle décida d'en entamer la rédaction.
Le 6 juillet 2018, elle présente son spectacle Il était une fois la Belle Époque, à l'antenne de Radio chrétienne francophone, spectacle qui fait écho à son ouvrage Moi Rosalie femme de chambre, sorti en 2012 et ayant pour thème l'histoire de Lons-le-Saunier, durant la période 1870-1900. Lors de cette émission, Annie Gay dit avoir pour but de « faire descendre l'histoire des rayons des bibliothèques savantes. ». À la suite du succès de la pièce, en mai 2019, elle l'adapte en long-métrage, avec l'aide du réalisateur Dominique Debaralle. Tourné à Lons-le-Saunier, il a droit à plusieurs projections au sein de cette même ville,,,,.

## Publications

### Mémoires
- Les notables dolois de l'empire à la monarchie de Juillet, sous la direction de Maurice Gresset, université de Franche-Comté, 1985[15]

### Ouvrages
- Dole pas à pas, avec Jacky Theurot, Horvath, 1985
- Pouvoir et argent, les notables dolois au temps de Stendhal, Marque-Maillard, 1988[2]
- La Révolution dans le département du Jura, 1789-1799, avec Michel Peronnet, Horvath, 1988[16]
- Louise de Constant, comtoise et femme libre du XIXe siècle, demi-sœur de Benjamin Constant, Éditions Cabédita, 1996[2]
- Châteaux et demeures du Jura, Éditions Cabédita, 1998[17]
- Les Jobez, maîtres de forges jurassiens au XIXe siècle, Éditions Cabédita, 2002
- Histoire de Dole, avec Jacky Theurot, Éditions Privat, 2003
- Une enfance villageoise dans les années cinquante, le curé et l'instit, Éditions Cabédita, 2006
- Il était une fois... Nodier, avec Alain Chestier et Jacques Geoffroy, Dmodmo, 2008
- Guerres et paix en Franche-Comté, la nonne et le soldat, Éditions Cabédita, 2008[2]
- Moi Rosalie femme de chambre, 2012[3]
- Colette de Corbie, une nomade de dieu, Éditions Cabédita, 2014[18]
- Il était une fois la Marseillaise, Grandeur et misère de Rouget de Lisle, Éditions Cabédita, 2017
- Ces Francs-Comtois qui ont fait l'histoire, Le Papillon Rouge éditeur, 2018[2]
- Hauts lieux de l'histoire en Franche-Comté, Le Papillon Rouge éditeur, 2020

### Textes
- Éclectique XIXe, Les Beaux-Arts à Dole 1820-1880, coécrit avec Bénédicte Gaulard et Sylvie de Vesvrotte, 2014[19]

### Théâtre
- Le Diable et le Bon Dieu, 2010, (améliorée, en 2011, avec l'aide de Chantal Mairet)[20]

- Le Rocher des Dames, avec Chantal Mairet, 2013[4],[5],[6]
- Il était une fois Rouget de Lisle, 2014 (réinterprétée, à partir de 2016, sous le titre Il était une fois la Marseillaise)[8]
- Il était une fois la Belle Époque, avec Bernard Monnier, 2018[3]

### Films
- Il était une fois la Belle Époque, avec Dominique Debaralle, 2019[9],[10],[11],[12],[13],[14]